# 루키스
《루키스》(중국어: 素人特工)은 2019년 개봉한 중국의 액션 영화이다. 대한민국에는 2020년 5월 20일에 개봉하였다.

## 출연

### 주연
- 밀라 요보비치 : 브루스 역
- 왕대륙 : 펑 역
- 장용용 : 먀오 역
- 허위주 : 딩샨 역
- 데이비드 맥기니스 : 아이언 피스트 역
- 류미동 : 엘브이 역

### 조연
- 샤오잔
- 임설
- 노락
- 진국곤
- 저우하이메이

## 수상
- 2021년 제18회 바르셀로나 빅 아시안 섬머 필름페스티벌 후보 특별상영부문

## 기타
- 미술: 유세운
- 시각효과: 신대용
- 수입:  더쿱